# Black Night (스트라토바리우스의 노래)
Black Night는 스트라토바리우스의 1집 Fright Night의 두 번째 싱글이다.

## 수록곡
전체 작사: 투오모 라실라. 전체 작곡: 티모 톨키
| #             | 제목                 | 재생 시간 |
| ------------- | -------------------- | --------- |
| 1.            | 〈"Black Night"〉    | 3:40      |
| 2.            | 〈"Night Screamer"〉 | 4:45      |
| 총 재생 시간: | 총 재생 시간:        | 8:25      |

## 구성원
- 티모 톨키 - 기타, 보컬
- 유루키 렌토넨 - 베이스
- 투오모 라실라 - 드럼, 퍼커션